# Dave Audé
Dave Audé jest DJ-em muzyki house, remikserem oraz producentem. Wykonał produkcje dla takich muzyków jak: DJ Keoki, Barenaked Ladies, Faith No More, Cause and Effect, The Pussycat Dolls, Lady Gaga, Lunascape oraz Madonna.
Audé rozpoczął swoją karierę ucząc w Los Angeles Recording Workshop jako instruktor MIDI w wieku 22 lat. W 1991 roku, zaczął tworzyć muzykę house w Truth, klubie tanecznym w Los Angeles i razem z właścicielem klubu, Steve’em Levym, stworzył Lunatic Fringe. Wspólnie założyli Moonshine Music, wytwórnię fonograficzną oraz wybudowali studio w West Hollywood.
Audé zaczął tworzyć kompilacje i albumy z remiksami, oraz stworzył trzy hitowe single:
- "Floor Filler Tune" w 1999 (US Dance poz. 20),
- "Common Ground" w 2006 (US Dance poz. 4)
- "Make It Last" w 2007 (US Dance poz. 1).

Założył również swoją własną wytwórnię, Audacious Records. W tym roku ukazał się w programie telewizyjnym Pussycat Dolls Present: Girlicious jako członek drużyny ekspertów Robin Antin aby pomóc jej w przesłuchaniach dziewczyn. Jak do tej pory w 2009 r. Dave jest dyrektorem od spraw muzyki przy Pussycat Dolls 2009 World Tour.

## Dyskografia
- Rush Hour (Moonshine Music, 2000)
- Nocturnal Wonderland (Moonshine, 2001)
- Mixed Live (Moonshine, 2003)
- Audacious (Koch Records, 2006)

## Remiksy
- Till It Happens to You – (Lady Gaga 2015)
- Judas – (Lady Gaga 2011)
- A Year Without Rain – (Selena Gomez & The Scene 2010)
- Alejandro – (Lady Gaga 2010)
- Naturally – (Selena Gomez & The Scene 2009)
- Kick the Bass – (Julien-K 2009)
- Bad Romance – (Lady Gaga 2009)
- Paparazzi – (Lady Gaga 2009)
- LoveGame – (Lady Gaga 2009)
- Paranoid – (Jonas Brothers 2008)
- Not Getting Enough – (Yoko Ono 2008)
- Bottle Pop – (The Pussycat Dolls 2008)
- Away – (Enrique Iglesias 2008)
- Escape – (Enrique Iglesias 2008)
- Bulletproof – (La Roux 2008)
- Fame (The Game) – (Donna Summer 2008)
- Hot Stuff (Let's Dance) – (Craig David 2008)
- I Hate This Part – (The Pussycat Dolls 2008)
- Hush Hush – (The Pussycat Dolls 2008)
- Single Ladies (Put a Ring on It) – (Beyoncé Knowles 2008)
- The Promise – (Girls Aloud 2008)
- Baby Doll – (Girlicious 2008)
- Stupid Shit – (Girlicious 2008)
- Like Me – (Girlicious 2008)
- The Fame – (Lady Gaga 2008)
- Poker Face – (Lady Gaga 2008)
- When I Grow Up – (The Pussycat Dolls 2008)
- How Many Words – (Blake Lewis 2008)
- Little Miss Obsessive – (Ashlee Simpson 2008)
- Outta My Head (Ay Ya Ya) – (Ashlee Simpson 2008)
- New Path – (Gabriel & Dresden 2007)
- Eyes on Me – (Samantha Jade 2007)
- Find a New Way – (Young Love 2007)
- Baby Love – (Nicole Scherzinger 2007)
- Never Again – (Kelly Clarkson 2007)
- Crazy Angel – (Kill Hannah 2007)
- Do You Know? (The Ping Pong Song) – (Enrique Iglesias 2007) (z DJ Dan)
- Band of Gold – (Kimberly Locke 2007)
- With Love – (Hilary Duff 2007)
- Feels Like Home – (Meck & Dino 2007)
- Evolution – (Korn 2007)
- Say It Right – (Nelly Furtado 2007)
- All Good Things (Come to an End) – (Nelly Furtado 2007)
- Buttons – (The Pussycat Dolls 2006)
- Stickwitu – (The Pussycat Dolls 2006)
- Show Stopper – (Danity Kane 2006)
- I'm a Slave 4 U – (Britney Spears 2006)
- Nothing in This World – (Paris Hilton 2006)
- Go! – (Jupiter Rising 2006)
- Confessions of a Broken Heart (Daughter to Father) – (Lindsay Lohan 2006)
- Gomenasai – (t.A.T.u. 2006)
- Lost and Found – (Delerium 2006)
- I Can't Help Myself – (Kaci 2006)
- All About Us –  (t.A.T.u. 2005)
- Not in Love – (Enrique Iglesias & Kelis 2004)
- Send Your Love – (Sting 2003)
- 30 Minutes – (t.A.T.u. 2003)
- Not Gonna Get Us – (t.A.T.u. 2003)
- All the Things She Said – (t.A.T.u. 2002)
- I Need You – (LeAnn Rimes 2000)
- Don’t Tell Me – (Madonna 2000)
- Music – (Madonna 2000)